# Дмитриj Јурјевич Петров
Дмитриj Петров (рус. Дми́трий Ю́рьевич Петро́в; Новомосковск, 16. jул 1958) руски је преводилац и полиглот.